# Il primo incarico
Il primo incarico è un film del 2010 diretto da Giorgia Cecere.

## Trama
Puglia, anni cinquanta. La giovane Nena si divide tra il difficile rapporto con la madre e l'amore per il borghese Francesco, quando giunge la lettera dal provveditorato degli studi dell'assegnazione della cattedra di una piccola ed isolata scuola elementare nell'entroterra salentino. La diffidenza e l'ostilità del luogo e dei suoi abitanti sono difficili da affrontare in solitudine. La situazione peggiora quando Nena riceve una lettera in cui Francesco la lascia dichiarandosi innamorato di un'altra ragazza.
La solitudine e la disperazione spingono Nena tra le braccia di un rozzo giovane del posto, Giovanni. Una nuova lettera di Francesco, in cui si dichiara pentito e pronto a tornare da lei, la fa correre tra le sue braccia, ma solo momentaneamente. Nena decide che la sua vita è in quella piccola e scalcinata scuola e suo marito è quel Giovanni che, seppur rude e meno fascinoso di Francesco, può essere un buon marito.

## Produzione
Le riprese del film si sono svolte dal 28 settembre al 7 novembre 2009 tra Cisternino e Castrignano del Capo.

## Distribuzione
Il film è stato presentato in anteprima alla 67ª Mostra internazionale d'arte cinematografica di Venezia il 9 settembre 2010 e distribuito nelle sale italiane a partire dal 6 maggio 2011.

## Riconoscimenti
- 2011 - Nastro d'argento
  - Nomination Migliore attrice protagonista a Isabella Ragonese
  - Nomination Migliore scenografia a Sabrina Balestra